# لوسي ميلر ميتشيل
لوسي ميلر ميتشيل (بالإنجليزية: Lucy Miller Mitchell)‏ هي مُدرسة أمريكية، ولدت في 11 يناير 1899 في دايتونا بيتش في الولايات المتحدة، وتوفيت في 10 يناير 2002 في نيو روتشيل في الولايات المتحدة.